# フェラーリ・モンディアル
フェラーリ・モンディアル8、フェラーリ・モンディアル3.2、フェラーリ・モンディアルTはイタリアのスポーツカーメーカー・フェラーリが生産した2+2（4座）のグランツーリスモである。

## 概要
「モンディアル」 ( Mondial ) とは「世界 / 世界の」という意味で、アルベルト・アスカリによる、F1ワールドチャンピオン獲得を記念して名付けられた同社のレーシングカーである、「500モンディアル」以来の車名となる。
「208/308GT4」の後継として1980年に「モンディアル8」が発売され、内外装やエンジンの搭載方向の変更など、様々な個所を数回にわたりマイナーチェンジしつつ、基本的に同じボディ・シャシー設計で1993年まで生産された。
「208/308GT4」と同じく、同社の「『208/308GTB/GTS』の4座席版」という位置づけであり、中央キャビン部のみが鋼板モノコックで、サスペンションやパワートレーンを前後のマルチチュブラーフレームが支える構成など、設計は共通化が図られている。
また、定員が増えたことと、室内に荷物置き場がなくなったため、リアエンドに独立したトランクルームが追加されている。アメリカ合衆国などへの輸出が主となるため、V型8気筒エンジン搭載の「208/308GT4」や「208/308GTB/GTS」に用意された、排気量2000cc以上の車に対しての税率が高いイタリア国内向けの、排気量2000cc以下のエンジンの設定はない。

## モデル

### モンディアル8
1980年のジュネーブモーターショーで発表された。ベルトーネのデザインであったそれまでの「208/308GT4」とは異なり、スタイリングは「208/308GTB/GTS」同様、ピニンファリーナであり、ピニンファリーナの設立50周年を祝うモデルでもあった。「308」と共通のV型8気筒エンジンととトランスミッションを使用した。

### モンディアル・クアトロバルボーレ
1982年には「308・クアトロバルボーレ」に続き4バルブ化されてパワーアップし「モンディアル・クアトロバルボーレ」と命名されている。1983年には、アメリカ市場での拡販を狙いカブリオレが追加された。

### モンディアル3.2
1985年に「308」がモデルチェンジしたのに伴い、「328GTB/GTS」と共通のエンジンに変更された。この結果運動性能が向上し、また同時に細部のマイナーチェンジも行われ、電装備を中心に信頼性も向上した。

### モンディアルt

#### 縦置きエンジン

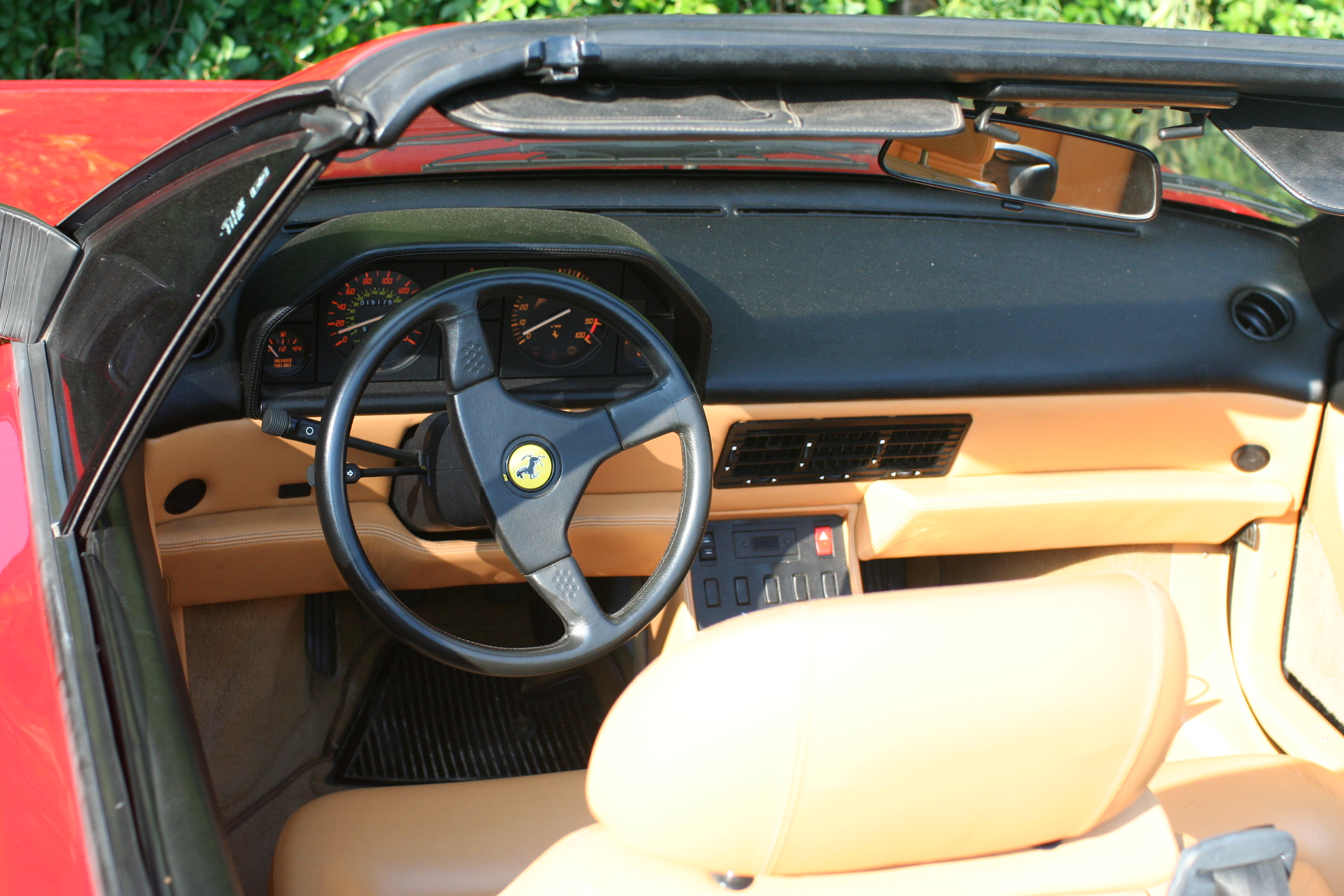
ダッシュボード

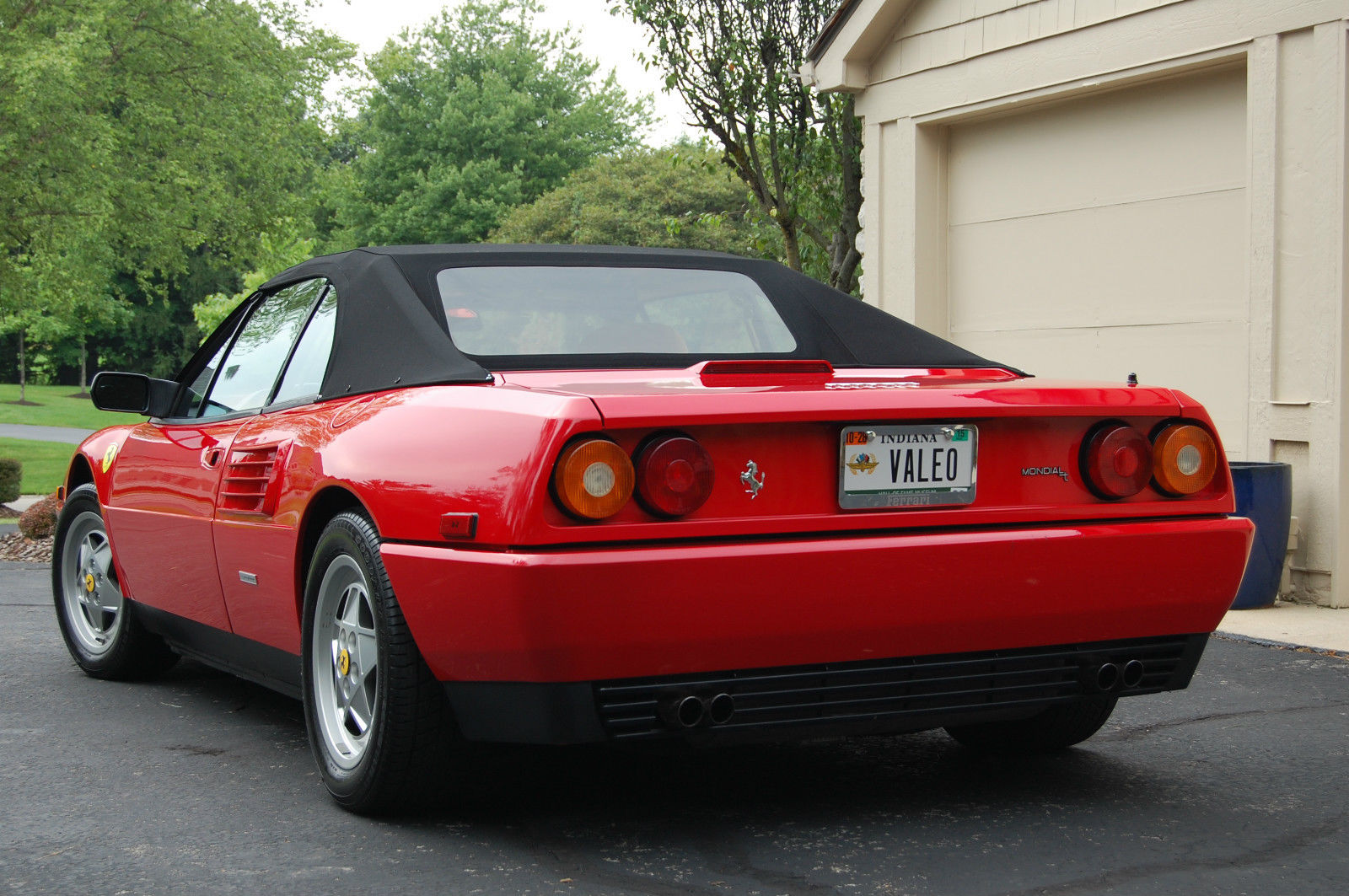
リアデザイン

1989年に、直後に発表される「348GTB」と同じ排気量を拡大した3.4Lエンジンが搭載されたが、もっとも大きな変更はエンジンとクラッチが縦置きとなったことである。トランスミッションは従来通り横置きのままで、トランスバース（横置き）を意味する「t」が付されたが、これは同社のF1マシンである「312T」にちなんだものでもある。
エンジンを縦置きとした理由は、まもなく登場する量販スポーツモデルとなる「348」と同じエンジンの搭載と、重量配分の改善による操縦安定性と運動性の向上にあった。「モンディアルt」は、この本命348のために用意された新しいパワー&ドライブトレーンのテストベッドという位置づけとして生まれ、その役割を十分に果たした。

#### セミオートマチック
また、フェラーリのV型8気筒モデルには、これまでオートマチックトランスミッションの設定がなかったが、1989年シーズンに導入された、初めて2ペダルのセミオートマチックを実戦化したF1マシン「640」のイメージに合わせ、また市場の要求を受けたテストベッド的採用として、新たにヴァレオ製の「ヴァレオマチック」と呼ばれる、クラッチ操作のみを自動化した2ペダルのセミオートマチックが追加された。
その後「F355GTB/GTS」や「360モデナ」、「575Mマラネッロ」などに採用されていくパドルシフト式の「フェラーリ・F1システム」に比べ、完成度は高いものとは言えなかったが、高い先進性と信頼性を示して「フェラーリ・F1システム」への繋ぎ役となった。「ヴァレオマチック」は後に、初代ルノー・トゥインゴ「イージー」にも採用されている。

#### 外観
外観は、フロント周りが「328GTB/GTS」や「テスタロッサ」に近いフォグランプ内蔵の大型グリルに改編されたとともに、バンパーがボディ同色のものとなった。またアルミホイールのデザインも「328GTB/GTS」に近いものに変更されたほか、ABSがオプションで装備されたモデルは、アルミホイールのデザインが若干異なる。

## 後継型
1993年に生産が中止されたが、ルカ・ディ・モンテゼーモロの社長就任後のモデル戦略の見直しを受けて、V型8気筒エンジンをミッドシップに搭載した2+2モデルの後継車が作られることはなくなり、その後は「412」の流れを汲む、V型12気筒エンジンをフロントに積み1994年にデビューした「456GT/GTA」が2+2モデルを受け継いだ。
なお、V型8気筒エンジンを搭載した2+2モデルは、2008年にデビューした「カリフォルニア」まで途絶えることになる。なお「カリフォルニア」はミッドシップではなくフロントエンジンである。